# Eroticline Awards
Eroticline Award (eLine Award) — премия в индустрии порнофильмов, которая присуждается ежегодно с 2005 года как часть международного эротического фестиваля «Venus Berlin» (Берлин). Она является преемником Venus Awards, которая вручалась до 2004. Победители номинируются вебмастерами и зарегистрированными участниками нескольких немецких эротических веб-сайтов, и выбираются жюри.

## Победители

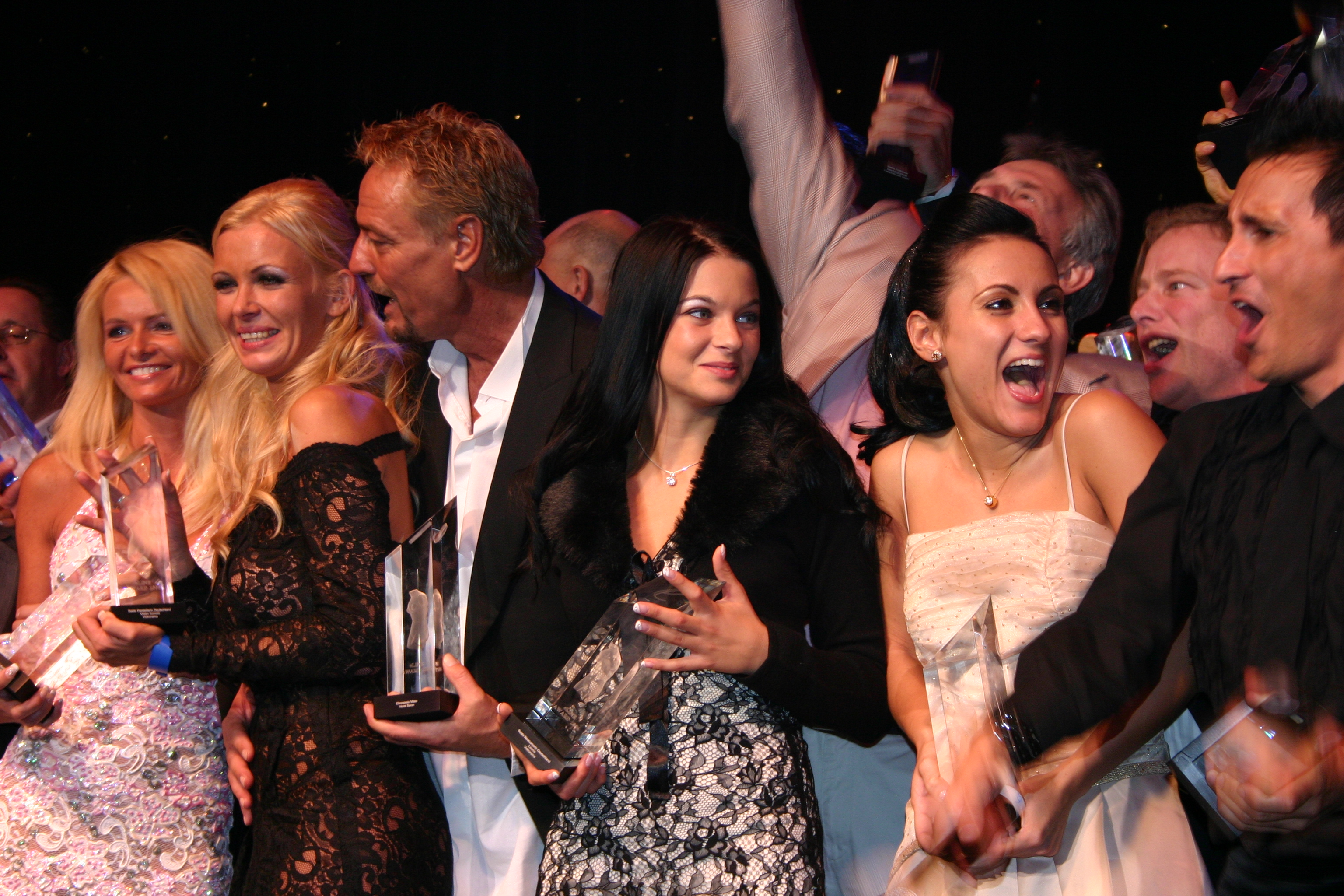
Победители 2006.

### 2005
- Лучший международный фильм: Робинзон Крузо на острове греха
- Лучший немецкий фильм: Der Boss
- Лучший гомосексуальный фильм: Rising Sun
- Лучший сериал: Straßenflirts (Street Flirts)
- Лучший международный режиссёр: Mario Salieri
- Лучший немецкий режиссёр: John Thompson
- Лучший гомосексуальный актёр: Кэмерон Джексон
- Лучшая американская актриса: Savanna Samson
- Лучшая европейская актриса: Renee Pornero
- Лучшая немецкая актриса: Вивиан Шмитт
- Лучший международный актёр: Рокко Сиффреди
- Лучший немецкий актёр: Tobi Toxic
- Лучший дебютант в жанре домашнего видео: Яна Бах
- Лучший международный дебютант: Brigitta Bulgari

### 2006
- Лучший международный фильм: Город секса(Sex City или Sex town center)
- Лучший немецкий фильм: String Tanga
- Лучший немецкий сериал: Popp oder Hopp
- Лучший международный режиссёр: Том Байрон
- Лучший немецкий режиссёр: Нильс Молитор
- Лучшая американская актриса: Джессика Дрейк
- Лучшая немецкая актриса: Яна Бах, Вивиан Шмитт
- Лучшая международная актриса: Poppy Morgan
- Лучший международный актёр: Томми Ганн
- Лучший немецкий актёр: Конни Дакс
- Лучший немецкий дебютант: Leonie
- Лучший международный дебютант: Роберта Миссони

### 2007
- Innovativstes Toy-Produkt: Waver
- Лучший немецкий фильм: Cabaret (Magmafilm)
- Лучший европейский фильм: The Sexual Adventures of Little Red (Private Media Group)
- Лучший американский фильм: Debbie Does Dallas… Again (Vivid)
- Лучший немецкий сериал: Kommst Du Mit? (INO GmbH)
- Лучший международный сериал: Ass Drippers — Paradise Film
- Лучший интерактивный фильм: InTeractive — Hustler Europe & Teravision
- Лучший gonzo-сериал: Max Hardcore — Shots Media
- Лучший высокобюджетный фильм: Xcalibur — Woodman Entertainment
- Лучший взрослый фильм для женщин: Five hot stories for her — Thagson
- Лучший немецкий режиссёр: Нильс Молитор — Magmafilm
- Лучший международный режиссёр: Hervé Bodilis — Марк Дорсел
- Лучший фильм с рейтингом R/для взрослых: Black Worm — Pulpo/Media Entertainment Establishment
- Лучший манга-сериал: Trimax
- Лучший немецкий дебютант: Мэнди Блу
- Лучший международный дебютант: Кармен Харт
- Лучшая немецкая актриса: Leonie
- Лучший немецкий актёр: Carlo Minaldi
- Лучший международный актёр: Greg Centauro
- Лучшая европейская актриса: Ясмин Лафит
- Лучшая американская актриса: Джесси Джейн
- European Adult Life Style Award: Ларри Флинт
- Ehrenaward Online/Offline: Tobias Huch
- Лучший эротический портал: Fundorado.com

### 2008
- Лучший немецкий фильм: Heavy Dreams — Küche, Kiste, Bett (Inflagranti)
- Лучший европейский фильм: Casino — No Limit (Марк Дорсель)
- Лучший американский фильм: Cry Wolf (Vivid)
- Лучший немецкий сериал: Die Luders (Goldlight)
- Лучший европейский сериал: Virtual Sex with… (Playhouse)
- Лучший американский сериал: Barely Legal (Hustler)
- Лучший высокобюджетный фильм: Casino – No Limit (Марк Дорсель)
- Лучший немецкий режиссёр: Karl Berg (INO GmbH)
- Лучший европейский режиссёр: Herve Bodilis (Марк Дорсель)
- Лучший американский режиссёр: Robby D. (Digital Playground)
- Лучший немецкий дебютант: Annina Ucatis (Magmafilm / Blue Movie)
- Лучший международный дебютант: Greta Martini (Goldlight)
- Лучший американский дебютант: Stoya (Digital Playground)
- Лучшая немецкая актриса: Tyra Misoux (Magmafilm)
- Лучший немецкий актёр: Greg Centauro (Paradise Film)
- Лучший международный актёр:Randy Spears (Wicked Pictures)
- Лучшая европейская актриса: Ясмин Лафит (Марк Дорсель)
- Лучшая американская актриса: Джесси Джейн (Digital Playground)

### 2009
- Лучший немецкий фильм: Black and White 4U (Paradise Film)
- Лучший европейский фильм: Ritual (Marc Dorcel)
- Лучший американский фильм: Pirates II (Digital Playground)
- Лучший немецкий сериал: Nachbarin Gerda (Videorama)
- Лучший американский сериал: This Ain´t… (Hustler)
- Лучший европейский режиссёр: Herve Bodilis (Марк Дорсель)
- Лучший американский режиссёр: Joone (Digital Playground)
- Лучшая немецкая актриса: Вивиан Шмитт (Videorama)
- Лучшая европейская актриса: Тарра Уайт (Марк Дорсель)
- Лучшая интернациональная актриса: Мэнди Брайт (eroticplanet)
- Порнозвезда года: Jana Bach (Inflagranti)
- Восходящая звезда года: Wanita Tan (Magmafilm)

### 2010
- Лучший немецкий фильм: Die Viper/Golglight
- Лучший международный фильм: Body Heat/Digital Playground
- Лучший интернациональный фильм: Lethal Body/ATV Group
- Лучший манга-сериал: Trimax
- Лучший европейский сериал: Russian Institute/Марк Дорсель
- Лучший интернациональный сериал: Titus on Tour/Erotic Planet
- Лучший интернациональный режиссёр: Allegro Swing/Erotic Planet
- Лучшая немецкая актриса: Вивиан Шмитт/Videorama
- Лучшая европейская актриса: Roberta Gemma/Golglight
- Лучшая интернациональная актриса: Kayden Kross/Digital Playground
- Лучшая любительская актриса: Каролин Возница